# Claude Quittet
Claude Quittet (Mathay, 12 marzo 1941) è un ex calciatore francese, di ruolo difensore.

## Carriera
Con il Nizza vinse nel 1970 la Supercoppa di Francia ed il campionato di Division 2.

## Palmarès

### Club

#### Competizioni nazionali
- Campionato francese di seconda divisione: 1

Nizza: 1969-1970
- Supercoppa francese: 1

Nizza: 1970
- Coppa Charles Drago: 2

Sochaux: 1962-1963, 1963-1964